# Haapasaari (ö i Södra Savolax, S:t Michel, lat 61,54, long 28,41)
Haapasaari är en ö i Finland. Den ligger i sjön Pihlajavesi och i kommunen Puumala i den ekonomiska regionen  S:t Michel och landskapet Södra Savolax, i den södra delen av landet, 240 km nordost om huvudstaden Helsingfors. Öns area är 8,2 hektar och dess största längd är 450 meter i öst-västlig riktning.